# خاتیما

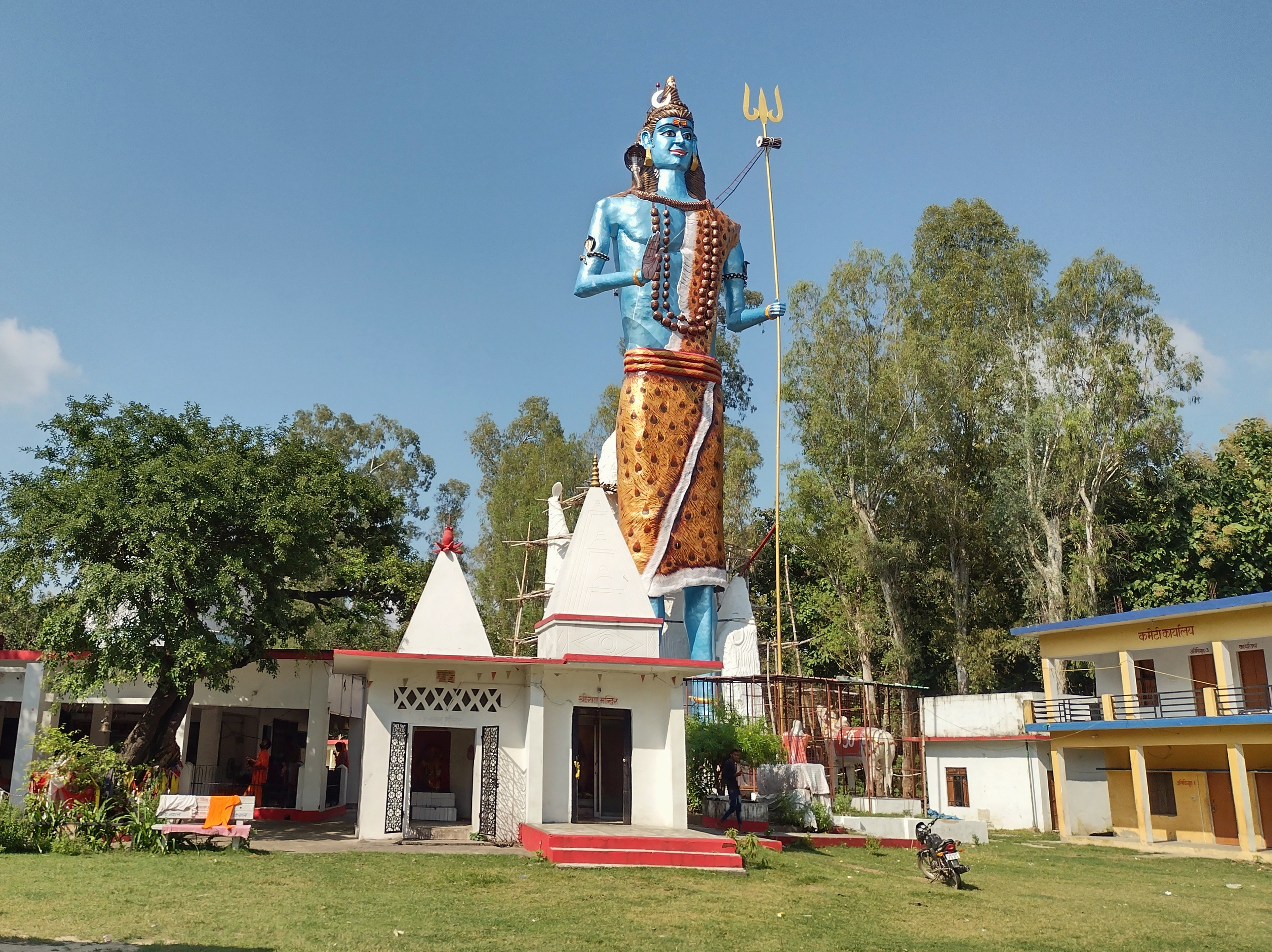
خاتیما

خاتیما (به انگلیسی: Khatima) یک منطقهٔ مسکونی در هند است که در بخش ادهم سینگ‌نگر واقع شده‌است. خاتیما ۲۵ کیلومتر مربع مساحت و ۱۵٬۰۹۳ نفر جمعیت دارد.